# InMobi
InMobiはシンガポールに本社を置く世界最大級のモバイルプラットフォーム企業である。世界22拠点のオフィス、1,500名の従業員を擁するグローバル企業である。創業の地であるインドのバンガロール、主要市場であるアメリカのサンフランシスコも中心的なオフィスとなっている。日本には2010年に進出をした。
プログラマティック広告(InMobi DSP/InMobi SSP)や、マーケティングリサーチ(PULSE)を中心に、企業のマーケティング支援を行うIMC事業(InMobi Marketing Cloud)、世界で毎日10億人以上が利用しているライブエンターテイメントアプリ「Glance」を提供しているGlance事業、インドでは動画SNSとしては最大規模となっているROPOSO事業の各事業から構成されている。
2021年3月には、CEO名として、日本事業強化の方針を打ち出し「今後2年間で3倍-4倍の投資を行う」ことを発表した。

## 概要
マッキンゼーのコンサルタントであったナビーン・テワリがインド工科大学カーンプル校の友人アミット・グプタ
、アブヘイ・シンガル、およびインド工科大学ルールキー校の友人モヒート・サクセナと検索エンジン企業mKhojに端を発する。
社名のmKhojのmはmobileから、khojはヒンディー語で「検索」の意味がある。
当初は検索エンジンとして創業したがモバイル広告会社にピボットし、世界15億台以上の携帯機器に提供するモバイル広告会社となった。

## 沿革
- 2006年7月 - インド・バンガロールで検索エンジン企業mKhojを設立[3]
- 2007年1月 - Mumbai Angelsより50万ドルの出資を受ける。ビジネスモデルをモバイル広告ネットワークに変更[3]
- 2008年1月 - Sherpalo Venturesとクライナー・パーキンス・コーフィールド・アンド・バイヤーズより710万ドルの出資を受ける[5]
- 2009年7月 - 社名をmKhojからインモビに変更。国際市場進出のためインドネシアにオフィスを開設[3]
- 2010年5月 - 全世界のユーザーリーチが1億に到達
- 2010年7月 - Sherpalo Venturesとクライナー・パーキンスより800万ドルの出資を受け日本、欧州、米国に進出[6]
- 2011年8月4日 - 米国のリッチメディア・モバイル広告構築プラットフォーム企業のSproutを買収[7]
- 2011年9月 - ソフトバンクグループより2億ドルの出資を受けシカゴ、ニューヨーク、北京、上海、パリ、ソウル、シドニーにオフィスを開設[8]
- 2012年3月 - 全世界のユーザーリーチが5億7,800万に到達。セランゴール、モスクワ、ハンブルク、ドバイ、ムンバイ、デリーにオフィスを開設
- 2012年7月18日 - サンフランシスコのモバイル・フェイスブックアプリ販売企業のMMTG Labsを買収[9]
- 2012年7月31日 - 英国のモバイルアプリ管理販売企業のMetaflow Solutionsを買収[10]
- 2013年3月27日 - Androidアプリ配信プラットフォーム「App Publish」を提供開始[11]
- 2014年1月30日 - スマートフォン向けネイティブ広告プラットフォーム「InMobi Native Ads」を発表[12]
- 2014年2月10日 - 新しいインタラクティブモバイル・ビデオ広告プラットフォームをローンチ[13][14]
- 2014年5月28日 - 「InMobi Native Ads」を本格的に提供開始[15]
- 2015年8月11日 - インドでディスカバリーコマースプラットフォーム「Miip」の提供開始[16]
- 2015年9月16日 - 中国のAPUS Groupと提携[17]
- 2015年12月2日 - Googleの買収提案を拒絶[18]
- 2016年6月22日 - ユーザー位置情報の違法収集により連邦取引委員会から95万ドルの罰金処分を受ける[19]
- 2018年1月10日 - 9,000万ドルおよび株式交換でAerServを買収[20]